# Hüllenoperator

Eine Menge aus 8 Punkten und ihre konvexe Hülle

In der Mathematik versteht man unter der Hülle einer Menge eine Obermenge, die groß genug ist, um bestimmte Anforderungen zu erfüllen, und zugleich die kleinste Menge ist, die diese Anforderungen erfüllt. Beispiele sind die konvexe Hülle einer Teilmenge eines Vektorraums, die abgeschlossene Hülle einer Teilmenge eines topologischen Raums oder die transitive Hülle einer zweistelligen Relation. Hüllenoperator bezeichnet die Vorschrift, durch die jeder Menge von Objekten ihre Hülle zugeordnet wird. Die durch einen Hüllenoperator erzeugten Hüllen bilden ein Hüllensystem, also ein Mengensystem mit bestimmten Eigenschaften.

## Definitionen

### Hüllenoperatoren
Auf einer gegebenen Grundmenge {\displaystyle X} ist ein Hüllenoperator eine extensive, monotone und idempotente Abbildung {\displaystyle H\colon \;{\mathcal {P}}(X)\to {\mathcal {P}}(X)} auf der Potenzmenge von {\displaystyle X}, die jeder Teilmenge {\displaystyle A\subseteq X} eine weitere Teilmenge von {\displaystyle X}, nämlich die Hülle {\displaystyle H(A)\subseteq X}, zuordnet, wobei folgende Bedingungen für alle {\displaystyle A,B\subseteq X} erfüllt sind:
- Extensivität: {\displaystyle A\subseteq H(A)}, das heißt: Die Hülle von {\displaystyle A} umfasst die Menge {\displaystyle A} selbst.
- Monotonie (oder Isotonie): {\displaystyle A\subseteq B\ \Rightarrow \ H(A)\subseteq H(B)}, das heißt: Wenn {\displaystyle A} Teilmenge von {\displaystyle B} ist, so gilt das entsprechend auch für ihre Hüllen.
- Idempotenz: {\displaystyle H(H(A))=H(A)}, das heißt: Jede Hülle ist ihre eigene Hülle.

Weil aus der Extensivität schon folgt, dass jede Hülle Teilmenge ihrer eigenen Hülle ist, genügt es auch, an Stelle der Idempotenz nur {\displaystyle H(H(A))\subseteq H(A)} zu fordern, das heißt: Jede Hülle umfasst ihre eigene Hülle.
Äquivalent zu diesen drei Einzelforderungen ist Folgendes. {\displaystyle H\colon \;{\mathcal {P}}(X)\to {\mathcal {P}}(X)} heißt Hüllenoperator auf {\displaystyle X}, wenn für alle {\displaystyle A,B\subseteq X} gilt:
- {\displaystyle H(A)\subseteq H(B)\Longleftrightarrow A\subseteq H(B)}

Zum Nachweis der Extensivität setze man {\displaystyle B:=A}, für die Idempotenz setze man {\displaystyle A:=H(B)} die Monotonie folgt dank der Extensivität ({\displaystyle B\subseteq H(B)}).
Einen Hüllenoperator nennt man auch Abschlussoperator, weil ein zu einer strukturierten Menge (einem topologischen Raum oder einer algebraischen Struktur) gehörender Hüllenoperator jede Teilmenge dieser strukturierten Menge auf die kleinste Unterstruktur abbildet, die diese Teilmenge enthält. Die Unterstrukturen (abgeschlossene Mengen im topologischen Raum oder algebraische Unterstrukturen) bilden aber gerade die bezüglich der gegebenen Struktur abgeschlossenen Teilmengen.
Algebraische Hüllenoperatoren
Die in der Algebra, der Universellen Algebra, der Geometrie und verwandten Teilgebieten auftretenden Hüllenoperatoren sind in der Regel algebraische Hüllenoperatoren. Dies ist gleichbedeutend damit, dass die diesen Hüllenoperatoren zugehörigen Hüllensysteme algebraisch sind und damit die folgende Endlichkeitsbedingung erfüllen:
- Zu jeder Teilmenge {\displaystyle A\subseteq X} und für jedes Element {\displaystyle a\in H(A)} gibt es stets eine endliche Teilmenge {\displaystyle A_{0}\subseteq A} mit {\displaystyle a\in H(A_{0})}.

Diese Begriffsbildung ist vor allem aus der linearen Algebra wohlbekannt, wo in jedem Vektorraum die lineare Hülle einer beliebigen Teilmenge von Vektoren mit der Menge aller Linearkombinationen dieser Vektoren übereinstimmt.

### Hüllensysteme
Ein Hüllensystem ist ein unter beliebiger Schnittmengenbildung abgeschlossenes Mengensystem, d. h.: Ein Hüllensystem über einer Menge {\displaystyle X} ist eine aus Teilmengen der Grundmenge {\displaystyle X} bestehende Menge {\displaystyle {\mathcal {S}}} mit folgenden Eigenschaften.
- {\displaystyle {\mathcal {S}}} enthält die Grundmenge: {\displaystyle X\in {\mathcal {S}}}
- Für jede nichtleere Teilmenge {\displaystyle {\mathcal {T}}} von {\displaystyle {\mathcal {S}}} ist der Durchschnitt der Elemente von {\displaystyle {\mathcal {T}}} ein Element aus {\displaystyle {\mathcal {S}}}, das heißt: {\displaystyle \forall \;{\mathcal {T}}\subseteq {\mathcal {S}}\colon \;{\mathcal {T}}\neq \emptyset \Rightarrow \bigcap _{T\in {\mathcal {T}}}T\,\in {\mathcal {S}}}

Mit {\displaystyle X} als Grundmenge ist es sinnvoll, den allgemein mengentheoretisch nicht definierten Durchschnitt über die leere Menge als {\displaystyle \bigcap _{T\in \emptyset }T:=X} zu definieren, denn nur so wird {\displaystyle X=\bigcap _{T\in \{X\}}T\subseteq \bigcap _{T\in \emptyset }T\subseteq X} erreicht. Dadurch lassen sich die beiden genannten Bedingungen gleichwertig zu der einzigen folgenden Bedingung zusammenfassen.
- Für jede Teilmenge {\displaystyle {\mathcal {T}}} von {\displaystyle {\mathcal {S}}} ist der Durchschnitt der Elemente von {\displaystyle {\mathcal {T}}} ein Element von {\displaystyle {\mathcal {S}}}: {\displaystyle \forall \;{\mathcal {T}}\subseteq {\mathcal {S}}\colon \;\bigcap _{T\in {\mathcal {T}}}T\,\in {\mathcal {S}}}

## Zusammenhang zwischen Hüllensystemen und Hüllenoperatoren
Hüllensysteme und Hüllenoperatoren entsprechen einander:
1. Ist {\displaystyle {\mathcal {S}}} ein Hüllensystem über {\displaystyle X}, dann kann man einen Hüllenoperator {\displaystyle H_{\mathcal {S}}} auf {\displaystyle X} wie folgt definieren.
{\displaystyle {\mbox{ }}{\mbox{ }}H_{\mathcal {S}}(A):=\bigcap _{A\subseteq Y\in {\mathcal {S}}}Y} für jedes {\displaystyle A\subseteq X}
Die Menge, über die hier der Durchschnitt gebildet wird, ist wegen {\displaystyle X\in S} nicht leer.
2. Umgekehrt kann man jedem Hüllenoperator {\displaystyle H} auf {\displaystyle X} folgendermaßen ein Hüllensystem {\displaystyle {\mathcal {S}}_{H}} über {\displaystyle X} zuordnen:
{\displaystyle {\mbox{ }}{\mbox{ }}{\mathcal {S}}_{H}:=\{H(A)\mid A\subseteq X\}}

 Tatsächlich ist für eine Teilmenge {\displaystyle {\mathcal {T}}\subseteq {\mathcal {S}}_{H}} der Durchschnitt {\displaystyle \bigcap _{T\in {\mathcal {T}}}H(T)} selbst eine Hülle. Dazu genügt es zu zeigen, dass {\displaystyle H\left(\bigcap _{T\in {\mathcal {T}}}H(T)\right)\subseteq \bigcap _{T\in {\mathcal {T}}}H(T)} ist. Dies folgt aus der trivialen Aussage {\displaystyle \forall T\in {\mathcal {T}}:\,\bigcap _{T\in {\mathcal {T}}}H(T)\subseteq H(T)}.
Daher ist ein Hüllensystem {\displaystyle {\mathcal {S}}} nicht nur gegenüber beliebiger Durchschnittsbildung stabil, sondern lässt auch die Bildung eines Supremums (nämlich in Gestalt der Hülle) über einer beliebigen Menge {\displaystyle {\mathcal {A}}} von Teilmengen {\displaystyle A\subseteq X} zu:
{\displaystyle \operatorname {Sup} _{\mathcal {S}}{\mathcal {A}}:=\bigvee _{A\in {\mathcal {A}}}^{\mathcal {S}}A:=H_{\mathcal {S}}\left(\bigcup _{A\in {\mathcal {A}}}A\right)}.
Die Begriffspaare „Hüllenoperator – Kernoperator“ bzw. „Hüllensystem – Kernsystem“ stehen zueinander in „komplementärem“ oder „dualem“ Verhältnis, das heißt: Die Komplementärmengen des einen Systems erfüllen die Bedingungen des anderen, wobei der Durchschnitt durch die Vereinigung und das Supremum (die Hülle) durch das Infimum (den Kern) ersetzt wird.
Es gibt einen einfachen und schnellen Algorithmus zur Erzeugung aller Hüllen eines gegebenen Hüllenoperators.

## Beispiele
- Das minimal umgebende Rechteck ist eine Hülle im Sinne dieser Begriffsbildung.
- Die abgeschlossenen Mengen eines topologischen Raumes bilden auf diesem ein Hüllensystem. Der zugehörige Hüllenoperator bewirkt die Bildung der abgeschlossenen Hülle und wird manchmal auch als Kuratowskischer Hüllenoperator bezeichnet. Die abgeschlossene Hülle einer Menge ist die kleinste unter Grenzwertbildung von Netzen abgeschlossene Obermenge.
- Die Topologien auf einer Menge bilden ein Hüllensystem auf deren Potenzmenge. Der dazugehörige Hüllenoperator bildet zu jedem Mengensystem die davon erzeugte Topologie; das Mengensystem wird dann auch als Subbasis dieser Topologie bezeichnet.
- Analog bilden in der Maßtheorie auch die σ-Algebren auf einer Menge ein Hüllensystem auf deren Potenzmenge, mit dem σ-Operator als Hüllenoperator. Genauso gibt es Hüllenoperatoren zur Erzeugung von Mengenringen, Mengenalgebren, Dynkin-Systemen und monotonen Klassen.
- Die Untergruppen einer Gruppe bilden auf ihr ein Hüllensystem. Der zugehörige Hüllenoperator ordnet jeder Teilmenge die von ihr erzeugte Untergruppe zu, also die Menge aller Produkte von Potenzen von Elementen dieser Menge.
- Die Normalteiler einer Gruppe bilden ebenfalls ein Hüllensystem. Der zugehörige Hüllenoperator bildet jede Menge {\displaystyle A\subseteq G} auf die kleinste sie enthaltende normale Untergruppe ab; erzeugt wird diese von allen zu Elementen von {\displaystyle A} konjugierten Elementen von {\displaystyle G}.
- Jedes Idealsystem ist ein Hüllensystem.
- Die Untervektorräume eines Vektorraums bilden ein Hüllensystem, mit der linearen Hülle als Hüllenoperator. Gleiches gilt für die affinen Unterräume und die affine Hülle. Die lineare Hülle besteht aus allen Linearkombinationen von Elementen der Menge, die affine Hülle aus allen Affinkombinationen.
- Die konvexen Teilmengen eines reellen Vektorraums (z. B. {\displaystyle \mathbb {R} ^{n}}) bilden ein Hüllensystem. Der zugehörige Hüllenoperator ist die Bildung der konvexen Hülle, diese besteht aus allen Konvexkombinationen von Elementen der jeweiligen Menge.
- Die Bildung der transitiven Hülle einer Relation ist ein Hüllenoperator. Gleiches gilt für die reflexive Hülle, reflexiv-transitive Hülle, symmetrische Hülle und Äquivalenzhülle.
- Die beiden Verkettungen {\displaystyle \sigma \tau } und {\displaystyle \tau \sigma } einer Galoisverbindung {\displaystyle (\sigma ,\tau )} sind Hüllenoperatoren.
- Die Bildung der Kleeneschen Hülle einer formalen Sprache ist ein Hüllenoperator.
- Die Inferenzoperation der formalen Logik ist ein Hüllenoperator.
- Für den Hüllkörper zu einer Zahlenmenge wird verlangt, dass zu allen Elementen der Menge stets auch ihre Summe, ihr Produkt, ihre Differenz und ihr Quotient (außer bei Division durch Null) sowie die Zahlen 1 und 0 zur Menge gehören. Der Hüllkörper der Menge {\displaystyle \{1\}} ist somit bereits die Menge {\displaystyle \mathbb {Q} } aller rationalen Zahlen. Erst wenn die Zahlenmenge mindestens eine irrationale Zahl (zum Beispiel {\displaystyle {\sqrt {2}}}) enthält, ergibt sich ein Körper, der {\displaystyle \mathbb {Q} } echt umfasst.
- In jeder Unterkategorie von Set, die als Morphismen nur Inklusionsabbildungen enthält, ist jede Monade ein Hüllenoperator.

## Anwendungen auf formale Sprachen und Komplexitätsklassen
Es sei {\displaystyle {\mathcal {C}}} eine Klasse formaler Sprachen. Wir betrachten folgende Hüllenoperatoren auf {\displaystyle {\mathcal {C}}\colon }
- {\displaystyle H_{\text{hom}}\colon } Abschluss unter Homomorphismen:

Wenn {\displaystyle L\in {\mathcal {C}}}, dann auch {\displaystyle H_{\text{hom}}(\{L\})=\{L'\mid \exists h\colon \;h{\text{ ist Homomorphismus und }}h[L]=L'\}\in {\mathcal {C}}}
- {\displaystyle H_{\text{e-hom}}\colon } Abschluss unter {\displaystyle \varepsilon }-freien Homomorphismen:

Wie {\displaystyle H_{hom}}, aber {\displaystyle \forall x\colon \;h(x)\neq \varepsilon }
- {\displaystyle H_{\text{inv-hom}}\colon } Abschluss unter inversen Homomorphismen:

Wenn {\displaystyle L\in {\mathcal {C}}}, dann auch {\displaystyle H_{\text{inv-hom}}(\{L\})=\{L'\mid \exists h\colon \;h{\text{ ist Homomorphismus und }}h[L']=L\}\in {\mathcal {C}}}
- {\displaystyle H_{\cup }\colon } Abschluss unter Vereinigung:

{\displaystyle H_{\cup }({\mathcal {C}})=\{L\mid \exists L_{1},L_{2}\in {\mathcal {C}}\colon \;L=L_{1}\cup L_{2}\}}
- {\displaystyle H_{\cap }\colon } Abschluss unter Durchschnitt:

{\displaystyle H_{\cap }({\mathcal {C}})=\{L\mid \exists L_{1},L_{2}\in {\mathcal {C}}\colon \;L=L_{1}\cap L_{2}\}}
- {\displaystyle H_{\circ }\colon } Abschluss unter Konkatenation:

{\displaystyle H_{\circ }({\mathcal {C}})=\{L\mid \exists L_{1},L_{2}\in {\mathcal {C}}\colon \;L=L_{1}L_{2}\}}
- {\displaystyle H_{\text{kleene}}\colon } Abschluss unter Kleene-Stern:

{\displaystyle H_{\text{kleene}}({\mathcal {C}})=\{L\mid \exists L'\in {\mathcal {C}}\colon \;L=L'^{*}\}}
Wenn eine Klasse {\displaystyle {\mathcal {C}}} und einer der obigen Hüllenoperatoren {\displaystyle H} die Eigenschaft {\displaystyle H({\mathcal {C}})={\mathcal {C}}} haben, dann heißt {\displaystyle {\mathcal {C}}} unter der entsprechenden Operation (Homomorphismus, {\displaystyle \varepsilon }-freier Homomorphismus, inverser Homomorphismus, Vereinigung, Durchschnitt, Konkatenation bzw. Kleene-Stern) abgeschlossen.

## Verallgemeinerungen
Die Potenzmenge {\displaystyle M:={\mathcal {P}}(X)} einer Menge {\displaystyle X} ist mit {\displaystyle \subseteq } eine partiell geordnete Menge. In der Definition von Hüllenoperatoren wird nichts benutzt, das außerhalb des Vokabulars partiell geordneter Mengen liegt. Dies führt zum ordnungstheoretischen Begriff eines Hüllenoperators:
Ist {\displaystyle (M,\leq )} eine halbgeordnete Menge, so heißt {\displaystyle H\colon M\to M} Hüllenoperator auf {\displaystyle M}, wenn {\displaystyle H(A)\leq H(B)\iff A\leq H(B)} für alle {\displaystyle A,B\in M}.
Monaden sind eine darauf aufbauende Verallgemeinerung. Fasst man eine partiell geordnete Menge {\displaystyle (M,\leq )} in üblicher Weise als eine Kategorie {\displaystyle {\mathcal {C}}} auf, haben wir es mit einer Struktur {\displaystyle (F,\eta ,\mu )} zu tun, wobei {\displaystyle F\colon {\mathcal {C}}\to {\mathcal {C}}} ein Funktor ist und {\displaystyle \eta \colon \mathrm {Id} _{\mathcal {C}}\to F}, {\displaystyle \mu \colon F^{2}\to F} natürliche Transformationen, die zusammen ein paar Forderungen erfüllen, die in partiellen Ordnungen trivialerweise erfüllt sind.
- Die Funktorialität von {\displaystyle F} entspricht der Monotonie,
- {\displaystyle \eta } bezeugt die Extensivität,
- {\displaystyle \mu } die Idempotenz.